# Klub Młodego Odkrywcy
Klub Młodego Odkrywcy (ang. Young Explorer’s Club, ros. Клубы молодого открывателей) – program edukacyjny koordynowany przez Centrum Nauki Kopernik przy wsparciu finansowym Polsko-Amerykańskiej Fundacji Wolności (PAFW). Misją Programu KMO jest rozwój umiejętności klubowiczów poprzez osobiste, wspólne poznawanie świata przez doświadczanie. Formuła spotkań Klubu umożliwia prowadzenie samodzielnych doświadczeń z wykorzystaniem prostych, łatwo dostępnych materiałów.

## Historia

Janusz Laska, pomysłodawca i inicjator programu Klubu Młodego Odkrywcy

Pomysłodawcą i inicjatorem programu Klub Młodego Odkrywcy jest Janusz Laska, nauczyciel geografii z Kłodzka, który zauważył, że najpoważniejszym problemem w polskiej szkole (i nie tylko polskiej) jest bezczynność, brak wrażeń i monotonia.
W szkołach nuda wynika m.in. stąd, że na chemii nie robi się eksperymentów, na fizyce doświadczeń, na biologii nic. Na geografii nie wyjeżdża się w teren. Wszystko to sucha teoria z książek i podręczników, albo w tej chwili z multimediów. A oczywiście nie ma nic nudniejszego, niż oglądać przez osiem lekcji dziennie, po pięć dni w tygodniu, multimedia czy książki. Nuda.

Janusz Laska: Nauczyciele boją się eksperymentować. Postęp w świecie jest ogromny, w edukacji – najmniejszy, wyborcza.pl, 2024-05-25.
Na sobotnich spotkaniach KMO uczniowie osobiście robili eksperymenty, nie wiedząc, co z nich wyjdzie, jednak w trakcie eksperymentu dowiadywali się, jak działają prawa fizyczne, jakie zjawiska chemiczne zachodzą. Później szli do domu i wykonywali je jeszcze raz, np. podpalając, ku zdziwieniu rodziców, saszetki z herbatą, służące do zrobienia prowizorycznych „rakiet”. Z uciętych słomek i kartek papieru wykonywali tuby głośniejsze, niż te na meczu. Korzystając z praw matematyki, obliczali wysokość wiaduktów i kominów, wykonywali odręczne mapy terenu, jako przygotowanie do wykonania takiej mapy w AutoCADzie.
Pierwszy taki klub powstał 1 września 1998 r. w Zespole Szkół Społecznych w Kłodzku, kolejne w kraju i za granicą. W 2025 r. w Polsce działa około 1000 klubów, a ich międzynarodowa sieć obejmuje: Armenię, Etiopię, Gruzję, Rumunię i Ukrainę.
Projekt KMO był realizowany w latach 2002–2005 przez Janusza Laskę i Kłodzkie Towarzystwo Oświatowe w ramach programu „Równać Szanse” Polsko-Amerykańskiej Fundacji Wolności i Polskiej Fundacji Dzieci i Młodzieży. Początkowo był skierowany do uczniów i nauczycieli gimnazjów. Podczas zajęć pozalekcyjnych wykonywali eksperymenty i doświadczenia naukowe poszerzając swoją wiedzę przyrodniczą. Samodzielne doświadczanie i interaktywne metody pracy miały rozbudzać ciekawość i inspirować do samodzielnego zdobywania wiedzy wśród młodzieży. W roku 2009 projekt KMO przerodził się w program i ze względu na rozrastającą się sieć Klubów i coraz trudniejsze zarządzanie rolę koordynatora objęło Centrum Nauki Kopernik. 18 czerwca 2012 roku CNK i PAFW zawarły porozumienie mające na celu rozwijanie i promowanie inicjatywy Klubów Młodego Odkrywcy.
W 2012 roku odbyło się pierwsze ogólnopolskie spotkanie Opiekunów KMO w siedzibie CNK – I Forum KMO. Od tego czasu co roku w październiku lub listopadzie odbywają się takie spotkania społeczności Opiekunów.

## Podstawowe założenia
Siłą klubów jest swoboda działania Klubowiczów (opiekunów oraz dzieci i młodzieży) w ich lokalnej przestrzeni, przekładająca się na ich zaangażowanie, kreatywność w tworzeniu nowych form aktywności i realny wpływ na lokalne społeczności. Każdy klub obowiązuje jednak zestaw podstawowych zasad wynikających z przynależności do programu KMO.

## Wydarzenia i projekty

### Forum KMO
Dwudniowa konferencja adresowana do Opiekunów Klubów Młodego Odkrywcy (KMO), organizowana w Centrum Nauki Kopernik w ostatnim kwartale każdego roku. Pierwsze Forum KMO, w którym wzięło udział 90 osób, odbyło się w 2012 r. w ramach wspólnego świętowania Dnia Edukacji Narodowej.
Dwudniowy program konferencji obejmuje wykłady, warsztaty oraz seminaria. Dla uczestników wydarzenia to także wspaniała okazja, by podzielić się z innymi nauczycielami i edukatorami swoim doświadczeniem w pracy w KMO.
W Forum KMO biorą udział:
- przedstawiciele instytucji państwowych,
- przedstawiciele III sektora,
- goście specjalni,
- przedstawiciele instytucji partnerskich[13],
- goście zagraniczni,
- opiekunowie Klubów Młodego Odkrywcy[14][15].

### Badacze KMO
Konkurs „Badacze KMO” organizowany wspólnie przez Program Klub Młodego Odkrywcy oraz Polsko-Amerykańską Fundację Wolności. Główny celem działania jest propagowanie pracy metodą badawczą oraz wspieranie realizacji autorskich projektów badawczych w KMO. Zadaniem uczestników konkursu jest stworzenie planu projektu badawczego, który następnie zostanie zrealizowany w KMO. Autorzy najlepszych prac konkursowych otrzymują środki finansowe na realizację projektu, a także – od 2018 roku – nagrody rzeczowe.
Lista projektów, które wygrały w danych latach
Badacze KMO 2017:
1. Przyroda, matematyka i technika wokół nas.
2. Badanie natężenia oraz częstotliwości dźwięku i ich wpływ na zdrowie[17].
3. Badanie promieniowania elektromagnetycznego[17].

Badacze KMO 2018:
1. Badanie związków pomiędzy roślinami a środowiskiem, w którym one występują oraz zbadanie wpływu zanieczyszczeń pochodzących z okolicznych domków na stan środowiska w okolicy szkoły.
2. Budowa modelu „inteligentnego domu” wyposażonego w stację monitorowania stanu powietrza i zbadanie bezpośredniego wpływu zużycia energii i surowców na stan środowiska w regionie[19][20].
3. Badanie wpływu pH podłoża na wzrost bakterii[21].
4. Badanie czynników meteorologicznych na żywe organizmy na przykładnie kiełkowania roślin wraz z budową mobilnej stacji meteorologiczne.
5. Badanie oddziaływania kwaśnego deszczu na organizmy ożywione i nieożywione[22][23].

### KMO na Pikniku Naukowym Polskiego Radia i Centrum Nauki Kopernik
Doroczny konkurs adresowany do Klubów Młodego Odkrywcy (KMO) zrzeszających dzieci powyżej 12 roku życia, organizowany w ramach programu KMO podczas Pikniku Naukowego Polskiego Radia i Centrum Nauki Kopernik. Pierwsza edycja konkursu odbyła się w 2014 r. Główne cele konkursu to wspomaganie integracji i promowanie sieci środowisk KMO oraz wzmacnianie relacji KMO z nauką.
W pierwszym etapie konkursu uczestnicy (zespoły uczniowskie) mają za zadanie przesłać w wyznaczonym terminie zgłoszenie konkursowe – scenariusze trzech doświadczeń, które chcieliby zaprezentować publiczności podczas Pikniku Naukowego. Zgłoszenia oceniane są przez komisję konkursową, która w drodze oceny punktowej wyłania 10 finalistów. Podczas drugiego etapu konkursu wybrane w pierwszym etapie zespoły dopracowują nadesłane zgłoszenia przy wsparciu pracownika merytorycznego Centrum Nauki Kopernik. Ostateczne zgłoszenia oceniane są ponownie przez komisję, która wyłania sześciu laureatów.

### KMO podczas obchodów SPiN Day
Obchodzony corocznie 10 listopada od 2015 r. Międzynarodowy Dzień Centrów i Muzeów Nauki (SPiN Day). W Polsce organizują go instytucje zrzeszone w Stowarzyszeniu Społeczeństwo i Nauka. Od 2016 r. Kluby Młodego Odkrywcy (KMO) biorą udział w obchodach tego święta, prezentując na swoich stoiskach doświadczenia i pokazy naukowe przeprowadzane przez klubowiczów. Co roku opiekunowie KMO wraz z klubowiczami wymyślają nowe doświadczenia lub dostosowują już znane do aktualnego tematu wydarzenia (np. zanieczyszczenia powietrza w 2017 r. czy polscy naukowcy w 2019 r.).

## Partnerzy
Centrum Nauki Kopernik, które wśród swoich naczelnych wartości wymienia zaufanie i współpracę, oraz Polsko-Amerykańska Fundacja Wolności określająca wyrównywanie szans w edukacji i wspieranie rozwoju społeczeństw lokalnych jako swoje główne cele strategiczne upowszechniają i rozwijają program KMO w Polsce i za granicą w ramach sieci społecznościowej. Sieć tę tworzą partnerzy regionalni i ogólnopolscy, partner ds. rozwoju programu za granicą, opiekunowie klubów, dyrektorzy placówek, w których działają kluby oraz sami klubowicze i ich rodzice. Dzięki współpracy z instytucjami zaangażowanymi w rozwój edukacji w Polsce – uczelni wyższych, centrów nauki i instytucji wspierających nauczycieli – idea KMO jest obecna niemal w każdym polskim województwie. Szerzą ją i rozwijają także partnerzy ogólnopolscy – instytucje od wielu lat zaangażowane w pracę z dziećmi i młodzieżą oraz nauczycielami. Dodatkowo, w ramach dzielenia się polskim doświadczeniem z placówkami zagranicznymi Centrum Nauki Kopernik za pośrednictwem partnera ds. rozwoju współpracy za granicą nawiązuje kontakty i zaprasza również do sieci partnerów działających w innych krajach. Sieć pracuje w oparciu o stworzony w 2017 r. model. Partnerzy podpisują porozumienie o współpracy oraz umowę. Zasady współdziałania regulują Mała Karta KMO (zasady działania klubów) oraz Duża Karta KMO (prawa i obowiązki partnerów). Partnerzy spotykają się minimum raz w roku, aby omówić działania przygotowane dla opiekunów klubów i środowisk edukacyjnych z regionów oraz zaplanować aktywności na kolejny rok. Do 2019 r. odbyły się trzy takie spotkania, każde w innej lokalizacji.

### Partnerzy regionalni
- Zespół Szkół Technicznych w Lesznie
- Łódzki Uniwersytet Dziecięcy
- Ośrodek Doskonalenia Nauczycieli w Olsztynie
- ExploRes w Rzeszowie
- Państwowa Wyższa Szkoła Zawodowa w Chełmie
- Politechnika Wrocławska
- Uniwersytet w Białymstoku
- Młodzieżowe Obserwatorium Astronomiczne w Niepołomicach
- Śląskie Międzyuczelniane Centrum Edukacji i Badań Interdyscyplinarnych
- Uniwersytet Kazimierza Wielkiego w Bydgoszczy
- Wyższa Szkoła Bankowa w Gdańsku
- Centrum Wsparcia Rzemiosła, Kształcenia Dualnego i Zawodowego w Kaliszu

### Partnerzy ogólnopolscy
- Fundacja Uniwersytet Dzieci
- Krajowy Fundusz na Rzecz Dzieci
- Polsko-Niemiecka Współpraca Młodzieży
- Szkoła Edukacji PAFW

### Partner ds. rozwoju programu KMO za granicą
- Fundacja Szkoła z Klasą